# Leptorchestes berolinensis
Leptorchestes berolinensis är en spindelart som först beskrevs av Koch C.L. 1846.  Leptorchestes berolinensis ingår i släktet Leptorchestes och familjen hoppspindlar. Inga underarter finns listade i Catalogue of Life.